# Tys mě tak rozčílil
Tys mě tak rozčílil je miniopera českého skladatele Jana Franka Fischera na vlastní libreto. Vznikla z podnětu dirigenta a dramaturga brněnské Komorní opery Václava Noska a poprvé ji uvedla 25. března 1997 Komorní opera, scéna Hudební fakulty Janáčkovy akademie múzických umění v Brně na jevišti Bezbariérového divadla Barka, a to společně s jednoaktovými operami Klíč Jiřího Berkovce, Odysseův návrat Josefa Berga a Livietta a Tracollo Giovanniho Battisty Pergolesiho.

## Osoby a první obsazení
| osoba                  | hlasový obor | premiéra (22. března 1997)         |
| ---------------------- | ------------ | ---------------------------------- |
| Žena                   | soprán       | Hana Kostelecká / Hana Procházková |
| Služka                 | soprán       | Bronislava Kosíková                |
| Dirigent: Aleš Podařil |              |                                    |
| Režie: Tomáš Kočko     |              |                                    |
| Výprava: Karel Zmrzlý  |              |                                    |